# Dème de Pinía
Le dème de Pinía, en grec moderne : Δήμος Πηνείας / Dímos Pinías, est un ancien dème du  district régional d’Élide, en Grèce-Occidentale. Depuis 2010, il est fusionné au sein du dème d'Élis.
Selon le recensement de 2011, la population du dème compte 3 699 habitants.
La localité tire son nom du fleuve Pénée.